# كيلي وليامز
كيلي وليامز (بالإنجليزية: Kiely Williams)‏ هي ملحنة وكاتبة غنائية ومغنية مؤلفة ومغنية وموسيقية وممثلة أمريكية، ولدت في 9 يوليو 1986 في الإسكندرية في الولايات المتحدة.

## أعمال

### أفلام
- (2008)  وان ورلد
- (2008) ذي هاوس باني[5]

### مسلسلات
- ذا سويت لايف أوف زاك أند كودي

## وصلات خارجية
- الموقع الرسمي
- كيلي وليامز على موقع IMDb (الإنجليزية)
- كيلي وليامز على موقع ألو سيني (الفرنسية)
- كيلي وليامز على موقع ميوزك برينز (الإنجليزية)
- كيلي وليامز على موقع أول موفي (الإنجليزية)
- كيلي وليامز على موقع إن إن دي بي (الإنجليزية)
- كيلي وليامز على موقع قاعدة بيانات الفيلم (الإنجليزية)
- كيلي وليامز على موقع كينوبويسك (الروسية)